# Чёрное (озеро у с. Тарлаши)
Чёрное — озеро карстового происхождения в Лаишевском районе Татарстана. Охраняется государством с 1978 года как памятник природы регионального значения «Озеро Черное».

## География
Расположено в 1,5 км юго-восточнее села Тарлаши. Водоём имеет вытянутую форму. Длина озера 507 м, максимальная ширина 123 м. Площадь зеркала 4,44 гектар. Средняя глубина около 3 м.

## Гидрография
Объём озера около 100 тыс. м³. Питание подземное, устойчивое. Вода без цвета и запаха, жёсткостью менее 1 ммоль/л, минерализацией 102 мг/л, прозрачность 200 см. Химический тип воды гидрокарбонатно-кальциевый.